# Paola Croce
Paola Croce (ur. 6 marca 1978 roku w Rzymie) – włoska siatkarka, reprezentantka kraju, grająca na pozycji libero.

## Sukcesy klubowe
Puchar Włoch:
- 2003, 2006, 2008

Puchar CEV:
- 2003

Mistrzostwo Włoch:
- 2003, 2006
- 2005

Liga Mistrzyń:
- 2005, 2007
- 2004
- 2006

Superpuchar Włoch:
- 2004

## Sukcesy reprezentacyjne
Grand Prix:
- 2007, 2008

Mistrzostwa Europy:
- 2007

Volley Masters Montreux:
- 2008

Igrzyska Śródziemnomorskie:
- 2009

Puchar Świata:
- 2011